# 金子晴勇
金子 晴勇（かねこ はるお、1932年2月26日 - ）は、日本の倫理学者。岡山大学・聖学院大学名誉教授。専門はキリスト教思想史。

## 来歴
静岡県出身。京都大学文学部卒。1962年同大学院博士課程修了。立教大学助教授、国立音楽大学音楽部、岡山大学文学部教授、75年「ルターの人間学」で京都大学より文学博士の学位を取得、76年同書で日本学士院賞受賞。1990年静岡大学教授。96年定年退官、聖学院大学教授。

## 著書
- 『ルターの人間学』（創文社） 1975
- 『人間と歴史 西洋思想における人間の理解』（日本YMCA同盟出版部） 1975
- 『対話的思考』（創文社） 1976
- 『宗教改革の精神 ルターとエラスムスとの対決』（中公新書） 1977、改訂版（講談社学術文庫） 2001.12
- 『あいだを生きる自己』（日本基督教団出版局） 1979.4
- 『ルターの宗教思想』（日本基督教団出版局） 1981.6
- 『アウグスティヌスの人間学』（創文社） 1982.2
- 『キリスト教思想史入門』（日本基督教団出版局） 1983.12
- 『恥と良心』（教文館） 1985.10
- 『ルターとその時代』（玉川大学出版部、教育の発見双書）1985、のち改題『教育改革者ルター』（教文館） 2006
- 『対話の構造』（玉川大学出版部） 1985.5
- 『近代自由思想の源流 16世紀自由意志学説の研究』（創文社） 1987.2
- 『キリスト教倫理入門』（教文館） 1987.11
- 『倫理学講義』（創文社） 1987.12
- 『愛の秩序』（創文社） 1989.12
- 『人間の内なる社会 社会哲学的考察』（創文社） 1992.9
- 『聖なるものの現象学 宗教現象学入門』（世界思想社） 1994.1
- 『人間学としての哲学』（世界思想社） 1995.1
- 『マックス・シェーラーの人間学』（創文社） 1995.7
- 『ヨーロッパの思想文化』（教文館） 1999.9
- 『ルターとドイツ神秘主義 ヨーロッパ的霊性の「根底」学説による研究』（創文社） 2000.8
- 『心で感じる神』（教文館） 2001.6
- 『近代人の宿命とキリスト教 世俗化の人間学的考察』（聖学院大学出版会） 2001.10
- 『エラスムスとルター 一六世紀宗教改革の二つの道』（聖学院大学出版会） 2002.3
- 『ヨーロッパの人間像 「神の像」と「人間の尊厳」の思想史的研究』（知泉書館） 2002.3
- 『人間学から見た霊性』（教文館） 2003.6
- 『愛の思想史 愛の類型と秩序の思想史』（知泉書館） 2003.3
- 『人間学講義 現象学的人間学をめざして』（知泉書館） 2003.12
- 『アウグスティヌスとその時代』（知泉書館） 2004.11
- 『アウグスティヌスの恩恵論』（知泉書館） 2006.2
- 『ヨーロッパ人間学の歴史 心身論の展開による研究』（知泉書館） 2008.6
- 『現代ヨーロッパの人間学 精神と生命の問題をめぐって』（知泉書館） 2010.5
- 『キリスト教霊性思想史』（教文館）　2012.11
- 『アウグスティヌスの知恵』（知泉書館） 2012.12
- 『知恵の探求とは何か - 哲学的思索への手引き』（知泉書館） 2013.12
- 『ルターの知的遺産』（知泉書館） 2013.9
- 『キリスト教人間学入門 歴史・課題・将来』（教文館） 2016.4
- 『宗教改革者たちの信仰』（教文館） 2017.5
- 『霊性の証言 ヨーロッパのプネウマ物語』（ぷねうま舎） 2018.1
- 『アウグスティヌス『神の国』を読む その構想と神学』（教文館） 2019.12
- 『キリスト教人間学 ヨーロッパ思想と文化を再考する』（知泉書館） 2020.6
- 『わたしたちの信仰 その育成をめざして』（ヨベル新書） 2020.6
- 『人文学の学び方 探究と発見の喜び』（知泉書館） 2020.9
- 「キリスト教思想史の諸時代」全5巻（ヨベル新書）
  - 『Ⅰ ヨーロッパ精神の源流』 2020.10
  - 『Ⅱ アウグスティヌスの思想世界』 2021.2
  - 『Ⅲ ヨーロッパ中世の思想家たち』 2021.7
  - 『Ⅳ エラスムスと教養世界』 2021.12
  - 『Ⅴ ルターの思索』 2022.4
- 『ヨーロッパ思想史 理性と信仰のダイナミズム』（筑摩書房、筑摩選書） 2021
- 『宗教改革的認識とは何か ルター『ローマ書講義』を読む』（知泉書館） 2021
- 『東西の霊性思想 キリスト教と日本仏教との対話』（ヨベル） 2021
- 『ヨーロッパ文化と日本文化 人間の自己理解から学ぶ』（聖学院大学出版会） 2021

### 編
- 『アウグスティヌスを学ぶ人のために』（世界思想社） 1993.12
- 『人間学 その歴史と射程』（創文社） 1995.4
- 『ルターを学ぶ人のために』（江口再起共編、世界思想社） 2008.1
- 『愛に生きた証人たち 聖書に学ぶ』（平山正実共編、聖学院大学出版会） 2009.3

## 翻訳
- 『科学の射程』（C・F・v・ヴァイツゼカー、野田保之共訳、法政大学出版局、叢書・ウニベルシタス）1969
- 『アウグスティヌス』（H・チャドウィック、教文館、コンパクト評伝シリーズ） 1993
- 『シュタウピッツとルター』（竹原創一共訳、教文館、キリスト教神秘主義著作集11） 2001.1
- 『ベルナール』（教文館、キリスト教神秘主義著作集2） 2005.12
- 『キリスト教と古典文化 アウグストゥスからアウグスティヌスに至る思想と活動の研究』（C・N・コックレン、知泉書館、知泉学術叢書） 2018.2
- 『哲学的人間学』（ベルンハルト・グレトゥイゼン、菱刈晃夫共訳、知泉書館、知泉学術叢書） 2021.6

### マルティン・ルター
- 『生と死について 詩篇90篇講解』（マルティン・ルター、創文社） 1978.4
- 『生と死の講話』（マルティン・ルター、知泉書館） 2007.6
- 『主よ、あわれみたまえ 詩編51編の講解』（マルティン・ルター、教文館） 2008.4
- 『心からわき出た美しい言葉 詩編45編の講解』（マルティン・ルター、教文館） 2010.5
- 『ルター神学討論集』（ルター、教文館） 2010.12
- 『後期スコラ神学批判文書集』（ルター、知泉書館、知泉学術叢書） 2019.4
- 『主はわたしの羊飼い』（ルター、教文館） 2021.9

### アウグスティヌス
- 『ペラギウス派駁論集』（教文館、アウグスティヌス著作集9） 1979.9
- 『神の国 1』（赤木善光, 泉治典共訳、教文館、アウグスティヌス著作集11） 1980.9
- 『ドナティスト駁論集』（坂口昂吉共訳、教文館、アウグスティヌス著作集8） 1984.11
- 『ヨハネによる福音書講解説教 2』（教文館、アウグスティヌス著作集24） 1993.6
- 『ペラギウス派駁論集 3』（教文館、畑宏枝共訳、アウグスティヌス著作集29） 1999.7
- 『ペラギウス派駁論集 4』（教文館、アウグスティヌス著作集30） 2002.9
- 『書簡集』（教文館、アウグスティヌス著作集 別巻1・2） 2013.2
- 『神の国 上』（アウグスティヌス、共訳、教文館、キリスト教古典叢書） 2014.1
- 『アウグスティヌス神学著作集』（小池三郎共訳、教文館、キリスト教古典叢書） 2014.7

### エラスムス
- 『エラスムス』（木ノ脇悦郎, 片山英男共訳、教文館、宗教改革著作集2） 1989.10
- 『格言選集』（エラスムス、編訳、知泉書館） 2015.9
- 『エラスムス神学著作集』（エラスムス、教文館、キリスト教古典叢書） 2016.2
- 『対話集』（エラスムス、知泉書館、知泉学術叢書） 2019.4